# Emmi Pikler
Emmi Pikler, née Reich le 9 janvier 1902 à Vienne et morte le 6 juin 1984 à Budapest, est une pédiatre hongroise.
Elle est connue pour ses recherches sur le développement moteur du jeune enfant, son élaboration d'une pédagogie de la prime enfance, pour les enfants vivant dans leur famille et pour sa conception d'un accueil en pouponnière, permettant d'éviter les carences affectives et favorisant, chez ces enfants séparés de leur milieu familial, la poursuite de leur développement.

## Biographie
Emmi Pikler naît au sein d'une famille juive ashkénaze hongroise et fait ses études de médecine à Vienne puis se spécialise entre 1927 et 1930 en pédiatrie.
Au cours d'un stage en chirurgie, elle  constate qu'il y a beaucoup moins d'accidents graves chez les enfants des quartiers populaires que des milieux aisés qui ont une moindre liberté de mouvement et sont fréquemment surprotégés.
À partir de cette constatation, elle fait l'hypothèse  qu'un enfant, qui a la possibilité de se mouvoir de lui-même, découvre naturellement ses compétences motrices du moment, les positions les plus adéquates pour ses activités ludiques, comment se déplacer, sans pertes d'équilibre majeures, source d'accidents corporels. Il acquiert ainsi une grande aisance corporelle.et une prudence qui évitent toute maladresse motrice. Pour Emmi Pikler, la maladresse qu'on attribue aux petits enfants est essentiellement causée par les interventions de l'adulte dans le développement moteur de l'enfant. L'enfant réagit, notamment par des crispations musculaires et des positions non ergonomiques qui perturbent son aisance corporelle et la poursuite de ses acquisitions motrices, lorsque l'adulte, pour lui  "apprendre"  les positions ou les modes de déplacement successifs, lui impose  des positions inconfortables auxquelles il n'est pas encore en capacité d'accéder de lui-même et qu'il ne peut maintenir de par son immaturité physiologique.
Ses recherches et celles des membres de son équipe à l'Institut Pikler confirmeront son intuition,.
A la fin de ses études, elle s'installe à Budapest, comme pédiatre de famille. Elle propose à la clientèle de son cabinet un suivi fréquent et régulier, où les observations des parents et les siennes sont à la base de la pédagogie qu'elle propose. Elle considère le bébé comme une personne ayant des compétences et des initiatives dès la naissance, ce qui lui permet de contribuer à son propre développement dans tous les domaines, à condition que ses parents  lui offrent une relation de qualité. Le bébé est acteur de son développement et chaque enfant  progresse à son propre rythme qu'il est important de respecter. Il bouge avec plaisir, découvre les différentes parties de son corps, s'exerce à de nouvelles compétences. Il apprend par lui-même à connaitre les caractéristiques de son environnement, des objets qu'il rencontre....
Pikler encourage les parents à repérer et favoriser, aussi bien dans les soins que dans les temps d'activité personnelle de l'enfant, les initiatives de leur enfant, sa liberté de mouvement. Pédiatre et parents portent une attention particulière à l'épanouissement naturel des compétences  de l'enfant.
Que l'enfant participe à son développement ne veut pas dire que le parent n'a plus de rôle dans l'évolution de son enfant. Le parent ne le stimule pas directement (en lui apprenant par exemple à se tenir debout ou à manipuler un jouet) mais son rôle est indispensable de par la qualité de ses soins, la relation  affective sécurisante et l'environnement ajusté aux besoins du moment de l'enfant qu'il propose. Il  est extrêmement respectueux des initiatives de son enfant mais il reste l'adulte qui veille à sa sécurité physique, à son bien être physique et émotionnel et l'accompagne et le soutient dans les multiples petites difficultés ordinaires de son développement, en particulier dans la gestion de ses émotions et sa socialisation (découverte des autres, respect des règles du vivre ensemble, initiation à  la coopération, à la négociation...). Les parents soutiennent leur enfant également par leur attention, leur plaisir à observer ses compétences, leur confiance en ses capacités d'évolution, la bonne image de lui-même qu'ils lui renvoient.

## La pouponnière dite «Lóczy»
En 1947, on propose  à Emmi Pikler de créer une pouponnière (accueil à temps complets d'enfants de 0 à 3 ans) à Budapest. Elle installe cette pouponnière, rue Lóczy dans un quartier résidentiel appelé la colline des roses. Elle connait parfaitement les risques de l'époque encourus par les enfants élevés en collectivité.
Cette pouponnière reçoit au début de très jeunes enfants, souvent sortant de maternité et avec de très petits poids de naissance, fréquemment orphelins. Par la suite, la pouponnière sera autorisée à garder jusqu'à 7 ans les enfants pour qui aucune solution satisfaisante n'a été trouvée et il lui sera aussi confié des enfants porteur d'handicaps sévères.
Dès sa création, Emmi Pikler met  en place à la pouponnière une approche éducative et une organisation de l'institution totalement innovante, inspirée par ses connaissances sur le développement  du tout-petit et son expérience de pédiatre de famille.
Elle pose comme principes de base  à respecter en continu : la libre activité de l’enfant, son bien-être corporel, la qualité du soin et de la relation qui en découle.
Elle se soucie des moindres détails qui peuvent nuire à ces principes, cherchant des solutions dans tous les domaines : limitation du nombre de soignantes auprès de chaque enfant ; nomination parmi elles, pour chaque enfant, d'une référente plus particulièrement concernée par cette enfant ; cohérence des emplois du temps des enfants et des professionnelles ; maintien dans un même groupe des enfants tout le long de leur séjour; soutien des professionnelles soignantes ; aménagement des unités de vie de façon que tous les enfants soient en permanence dans un contact visuel et auditif sécurisant avec la professionnelle soignante ; conception de meubles, matériels de motricité, jouets, vêtements, ustensiles pour les repas et les soins corporels favorisant le bien être et le développement de chaque enfant, selon ses besoins spécifiques...
Dans les temps de soin (repas, soins corporels), la professionnelle est particulièrement attentive au bien-être de l'enfant et à la qualité de échanges avec lui. Pour ce faire, elle le prévient toujours de ce qu'elle va lui faire, attend sa réaction avant d'agir, ajuste son attitude et le rythme de ses gestes en fonction de ce qu'elle observe chez l'enfant : détente, crispation, regard ou évitement du contact, sons émis...
La pouponnière a fermé ses portes en 2011.
Mais les lieux, devenus Institut Pikler en 1986, accueillent aujourd'hui une crèche de pédagogie piklérienne et des lieux d'accueil enfants-parents également d'orientation piklérienne.
De plus le regard piklérien sur le bébé et son développement, ainsi que la pédagogie piklérienne, se sont diffusés dans de nombreux pays.

## Le triangle Pikler
Très à la mode actuellement, le triangle dit « Pikler » n'est qu'un des éléments moteurs qu'Emmi Pikler a conçu pour encourager la motricité spontanée de l'enfant. Beaucoup de contrefaçons existent sur le marché et contrairement à ce qui circule, il est faux de dire que : 

« Vers 4-5 mois, un enfant est capable de se hisser pour monter sur ses deux jambes. Le triangle Pikler permet à l'enfant de se hisser grâce à des petits espacements et des barreaux tout près du sol et ainsi être accessible à un enfant de 4-5 mois. »

En effet, à 4 - 5 mois, l'enfant a bien d'autres mouvements et positions à acquérir, indispensables pour que bien plus tard il puisse de lui même se mettre debout, avec aisance et s'y maintenir  sans  chuter. Un enfant mis debout ou qui « se hisse » debout à cet âge ne peut que prendre de mauvaises positions qui freineront et rendront plus difficiles sa future capacité à se tenir debout de manière stable et détendue.
Les différentes estrades, le tunnel, les plans inclinés, élaborés par Emmi Pikler et son équipe pour la pouponnière de Budapest sont aussi très intéressants pour le bon développement moteur des enfants. A chaque étape du développement des compétences motrices d'un enfant correspond un type de matériel moteur.

## Hommage
- Jardin Emmi-Pikler (Paris)